# 林登山 (瑞士)
47°15′13″N 8°17′35″E / 47.25361°N 8.29306°E
林登山（Lindenberg），是瑞士的山峰，位於該國北部，由盧塞恩州負責管轄，屬於瑞士高原的一部分，該山峰海拔高度878米，每年平均降雨量1,854毫米。